# Twyrdica
Twyrdica (bułg. Твърдица) – miasto w Bułgarii, w obwodzie Sliwen. Jest ośrodkiem administracyjnym gminy Twyrdica. Według danych szacunkowych Ujednoliconego Systemu Ewidencji Ludności oraz Usług Administracyjnych dla Ludności, 15 czerwca 2020 roku miejscowość liczyła 6 132 mieszkańców.
Miasto znajduje się na linii kolejowej Sofia - Burgas przez Karłowo, w pobliżu Twyrdica znajdują się takie miasta jak Sliwen, Stara Zagora, Nowa Zagora i Burgas.
Nazwa miasta pochodzi ot słowo твърдина, czyli twierdza.
Tutaj wydobywa się węgiel kamienny. Przemysł tekstylny. Dobrze rozwinięta turystyka.
Twyrdica posiada teatr imienia Św. Cyryla i Metodego oraz muzeum, w którym znajdują się zbiory etnograficzne i dzieła dziedzictwa folklorystycznego tego obszaru.

## Galeria

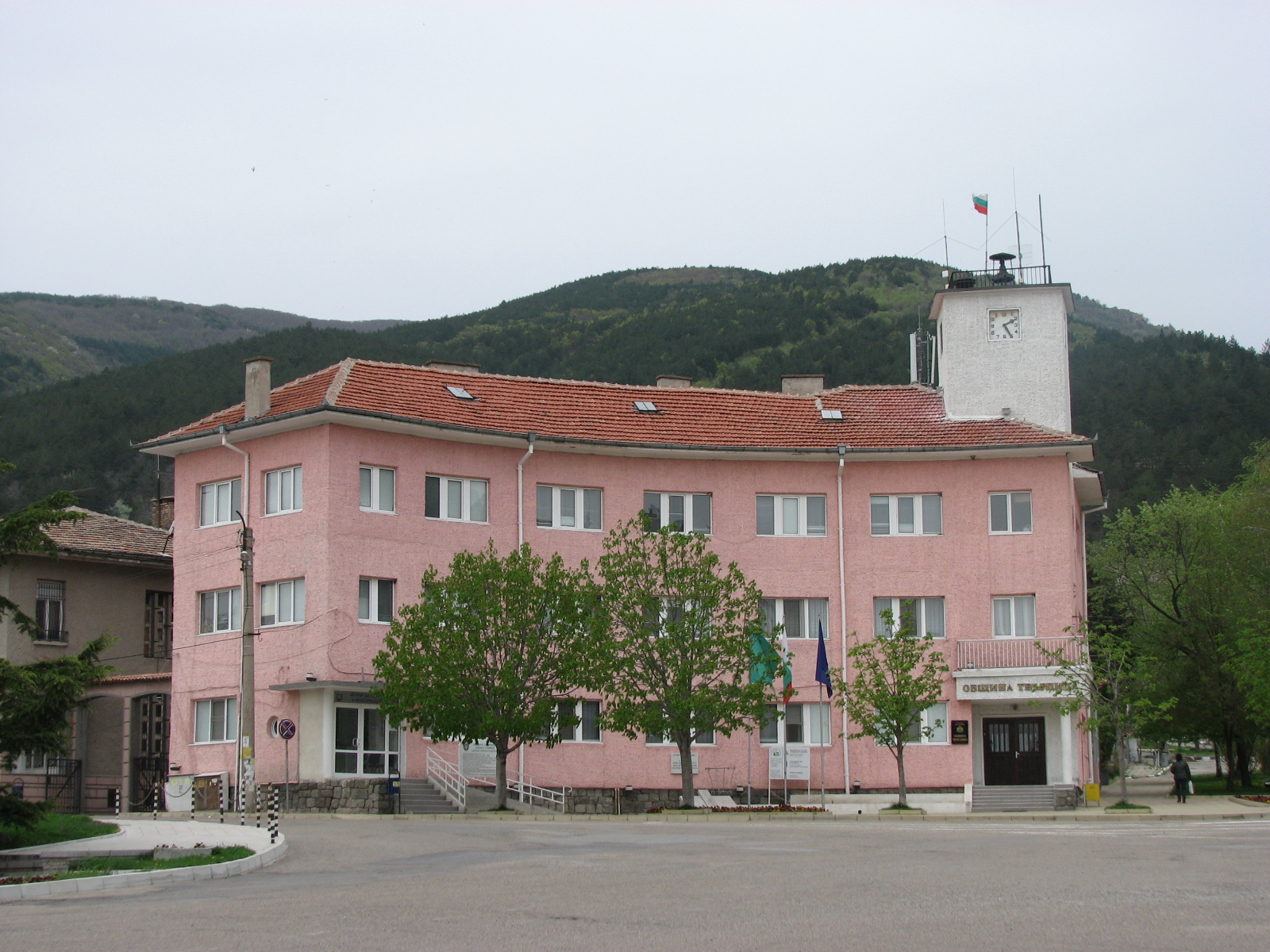
Ratusz
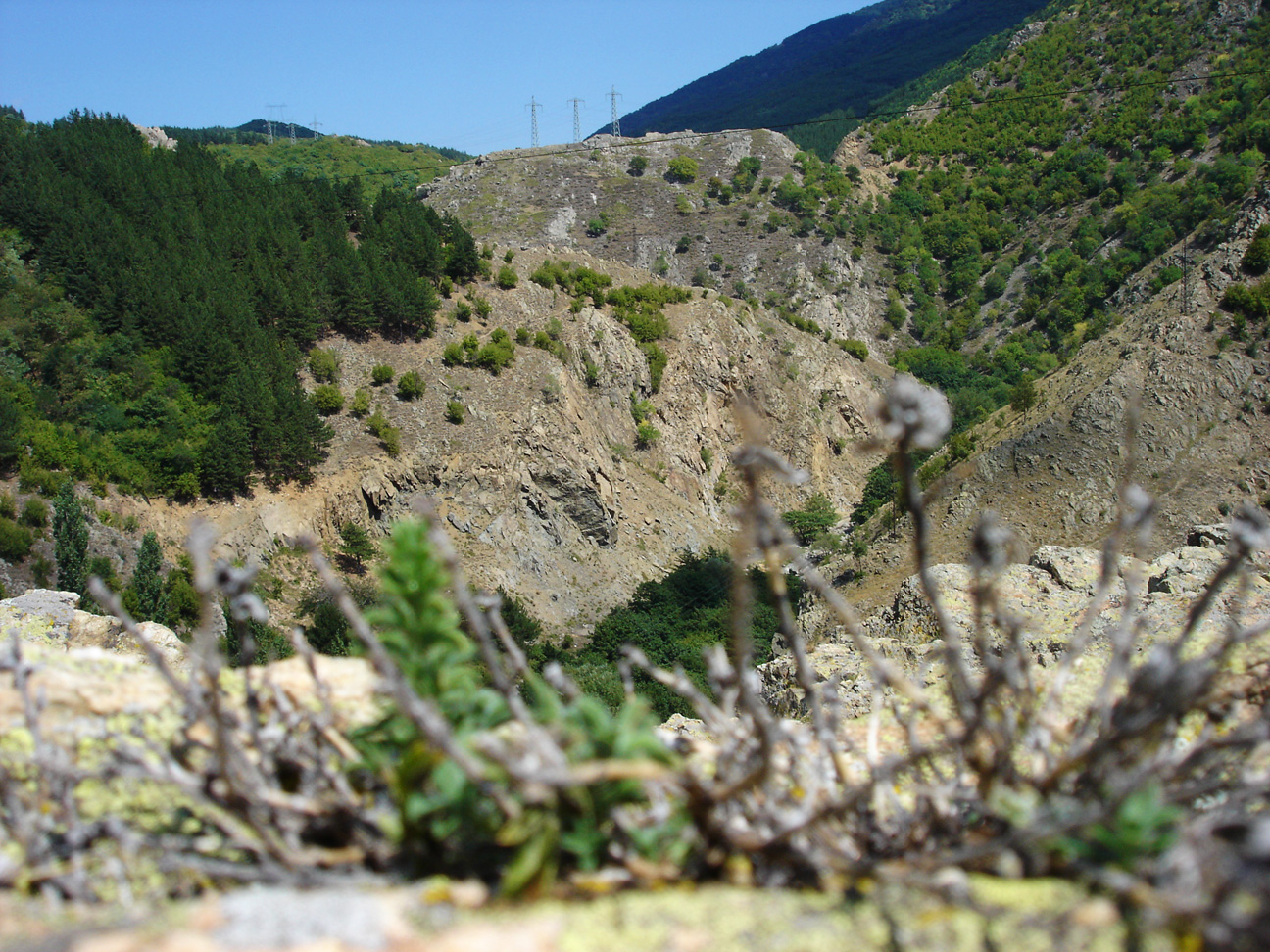
Stok
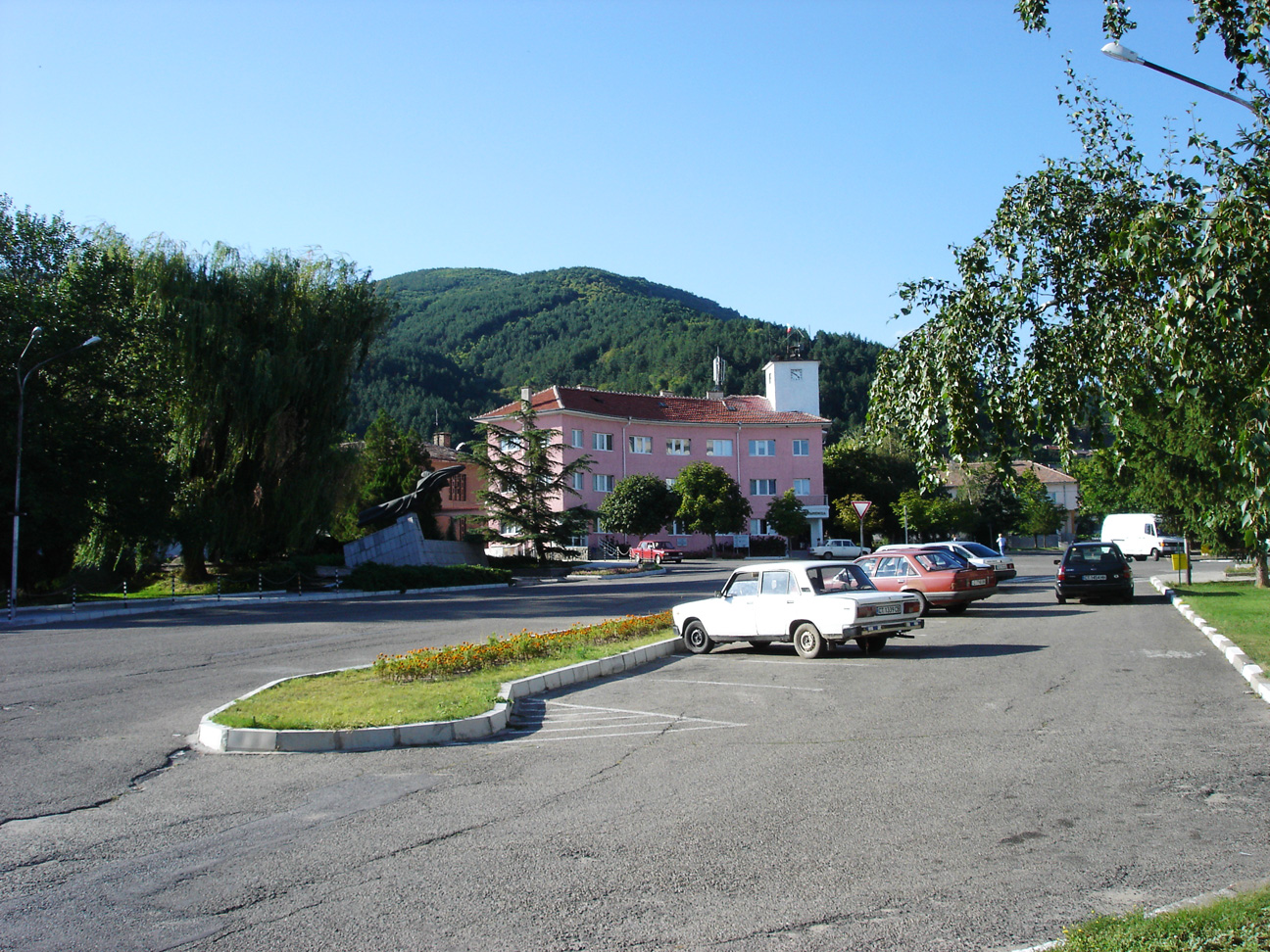
Centrum
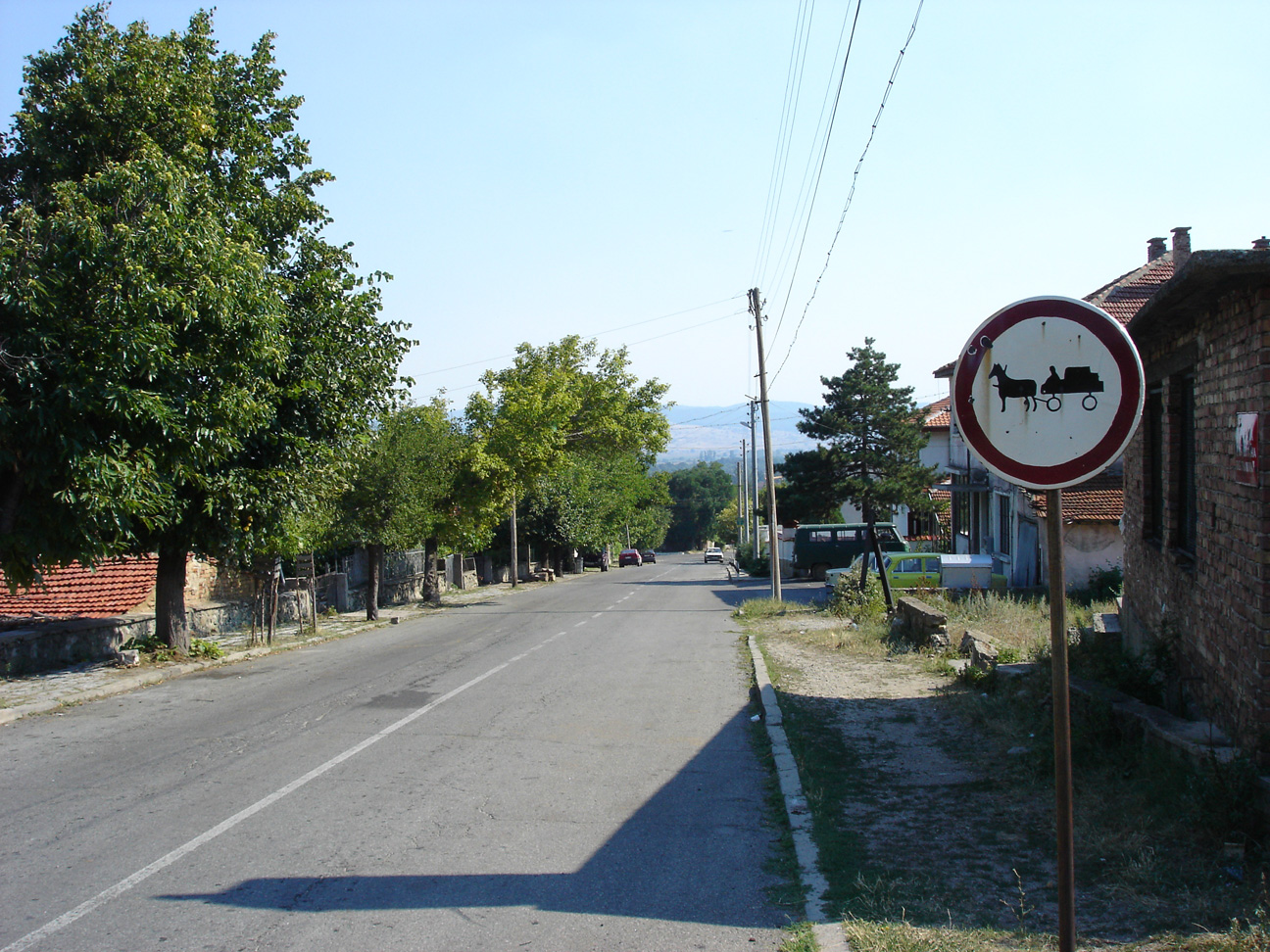
Ulica
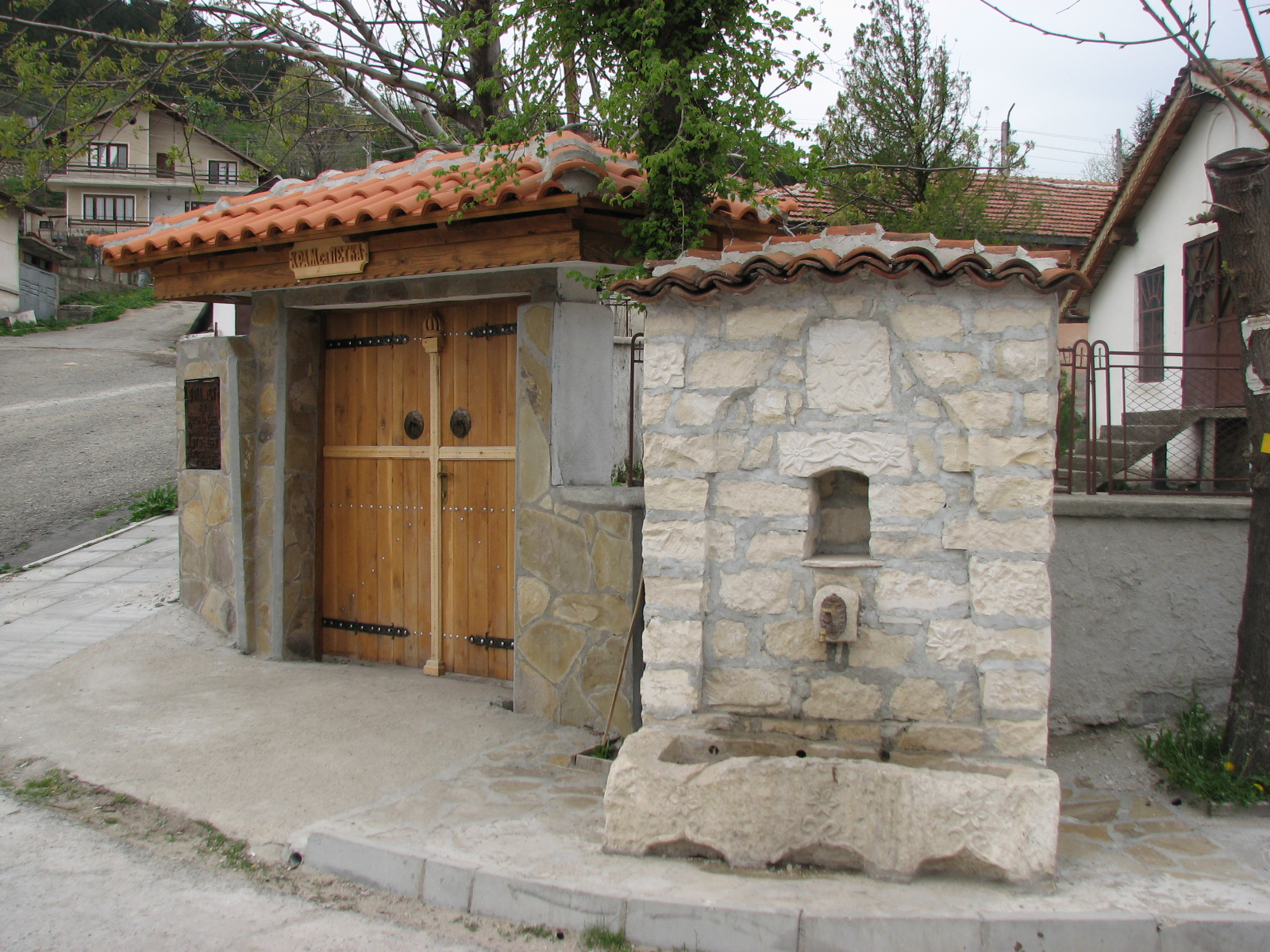
Kaplica Św. Petka
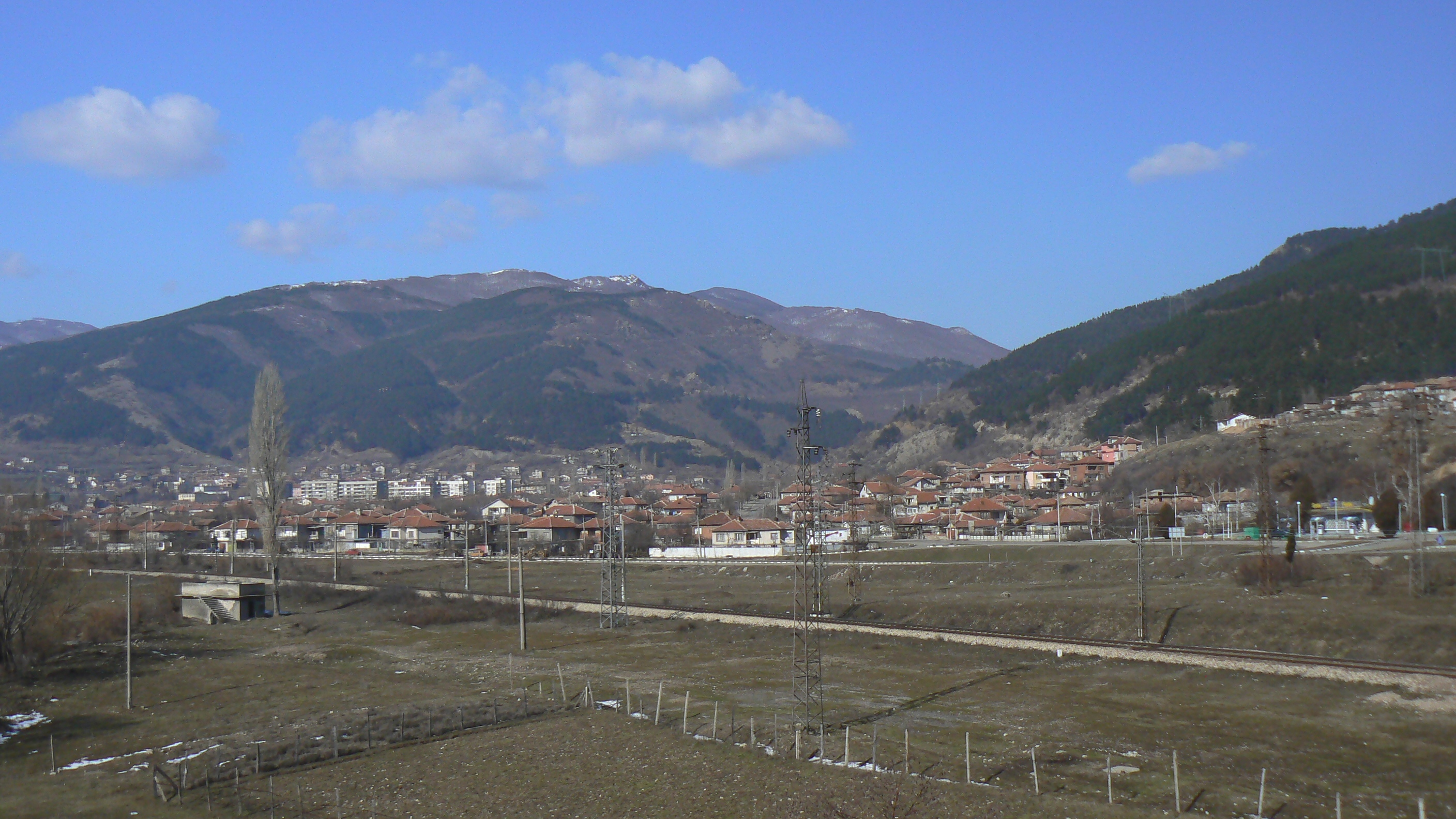
Kolej
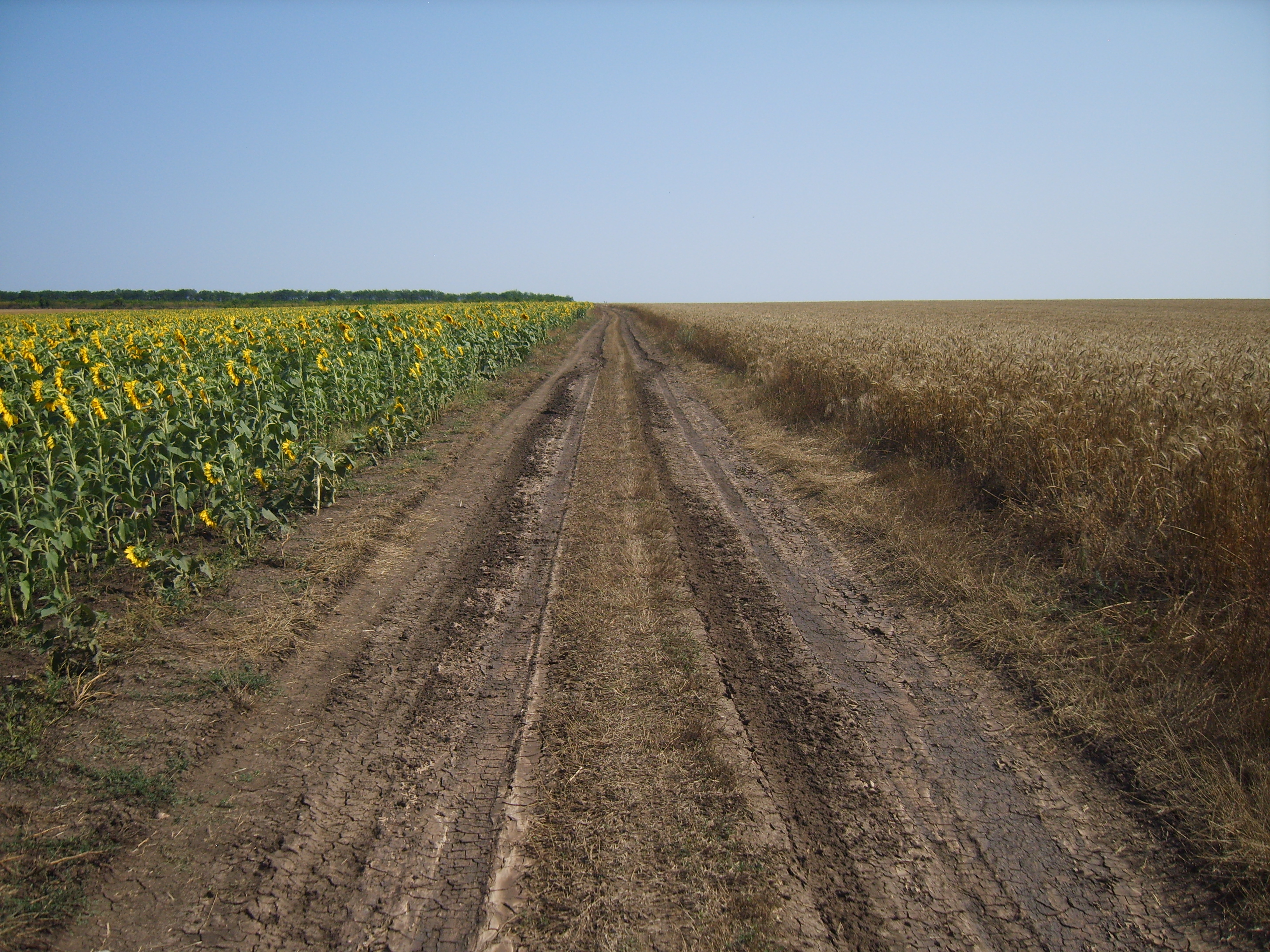
Pola uprawne koło Twyrdicy